# Plagionotus floralis
Plagionotus floralis là một loài bọ cánh cứng trong họ Cerambycidae.

## Hình ảnh

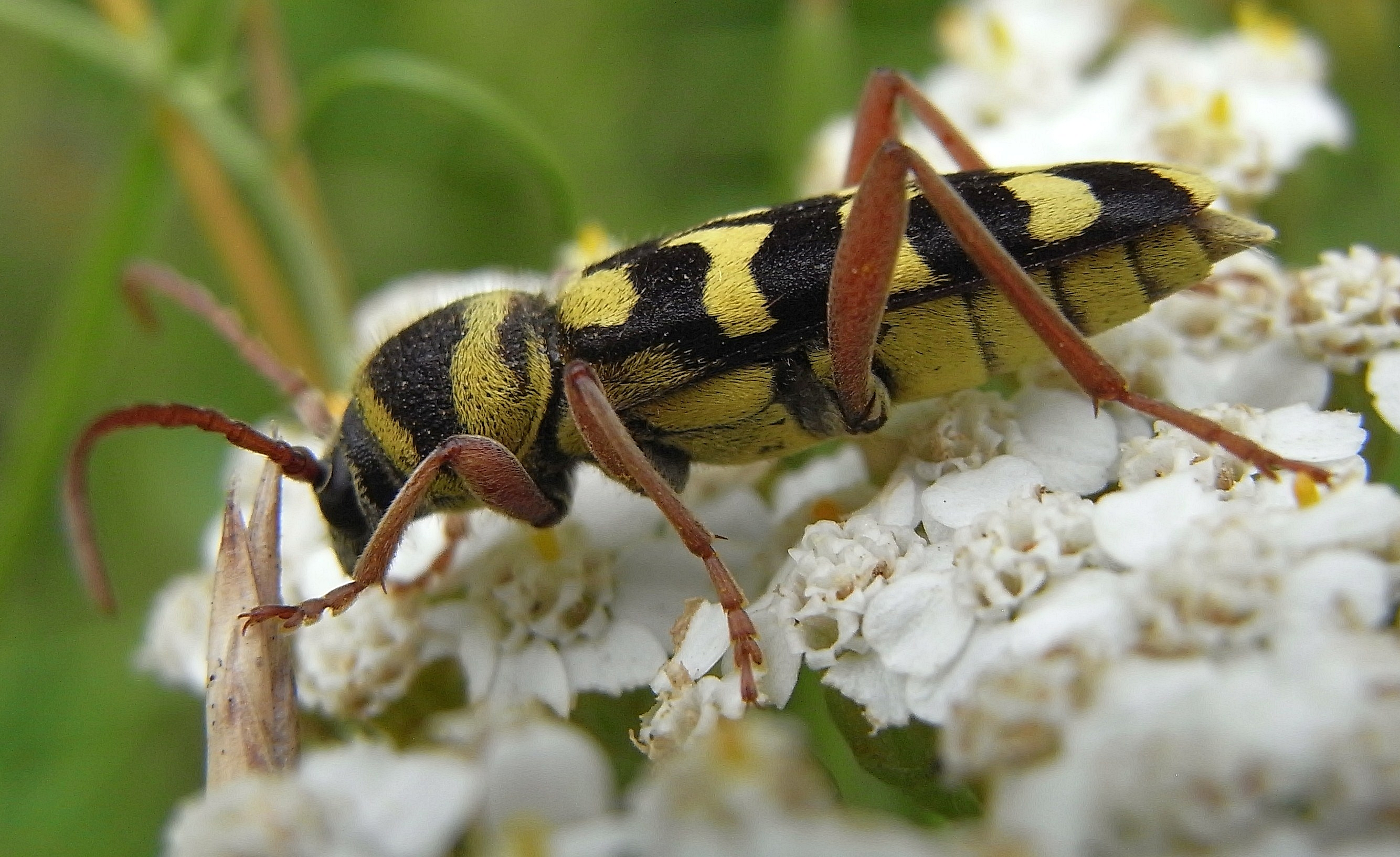
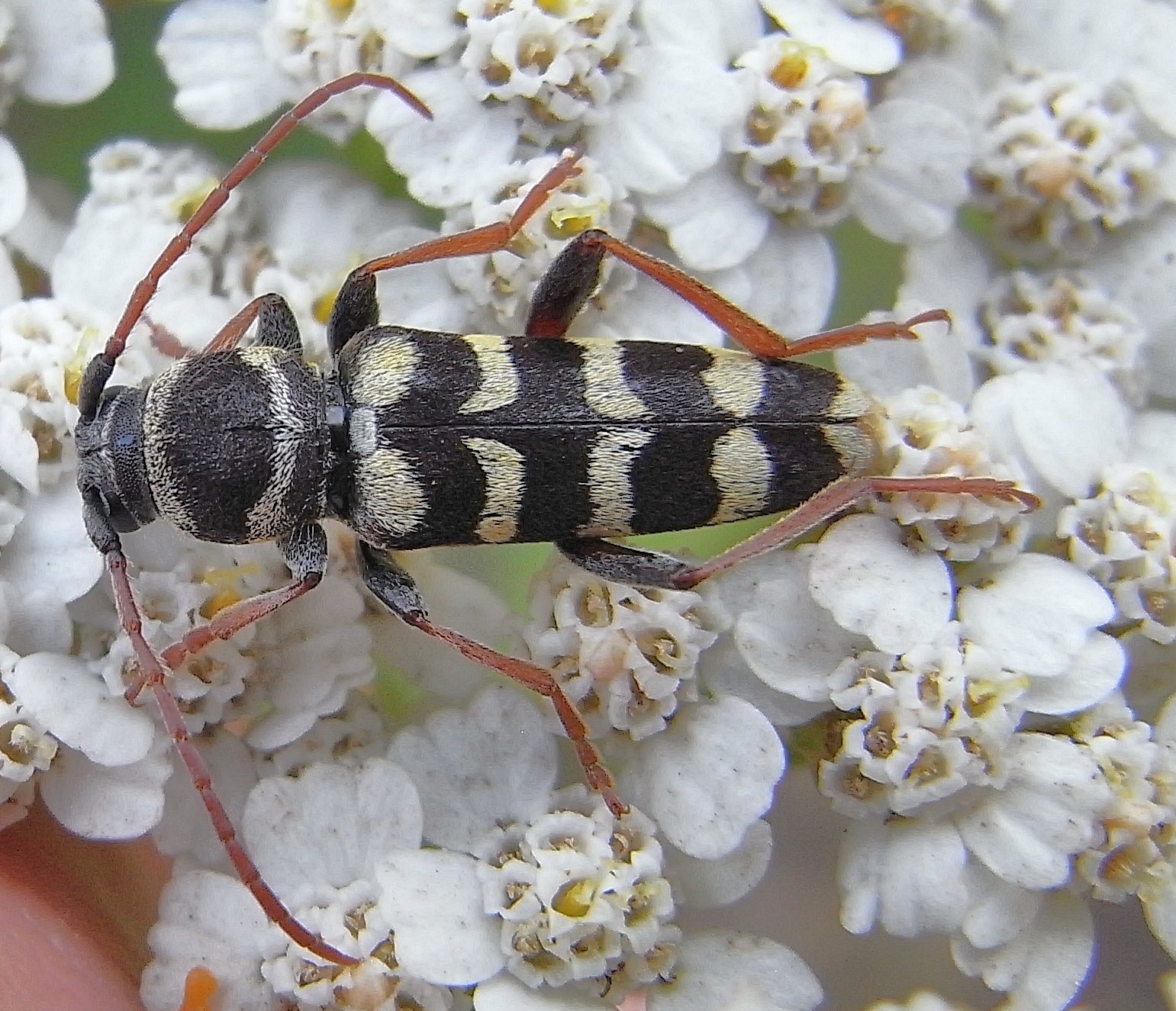
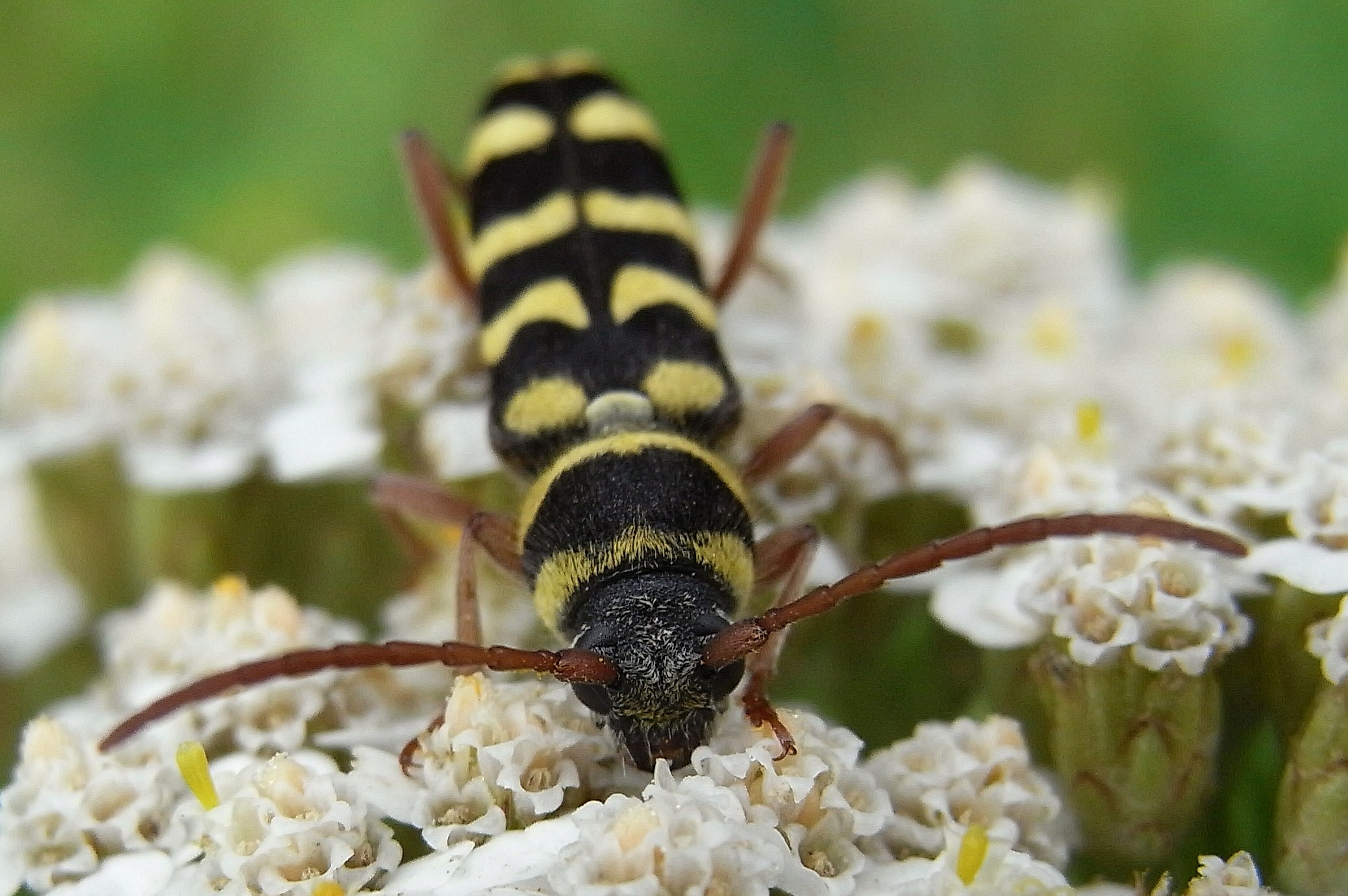
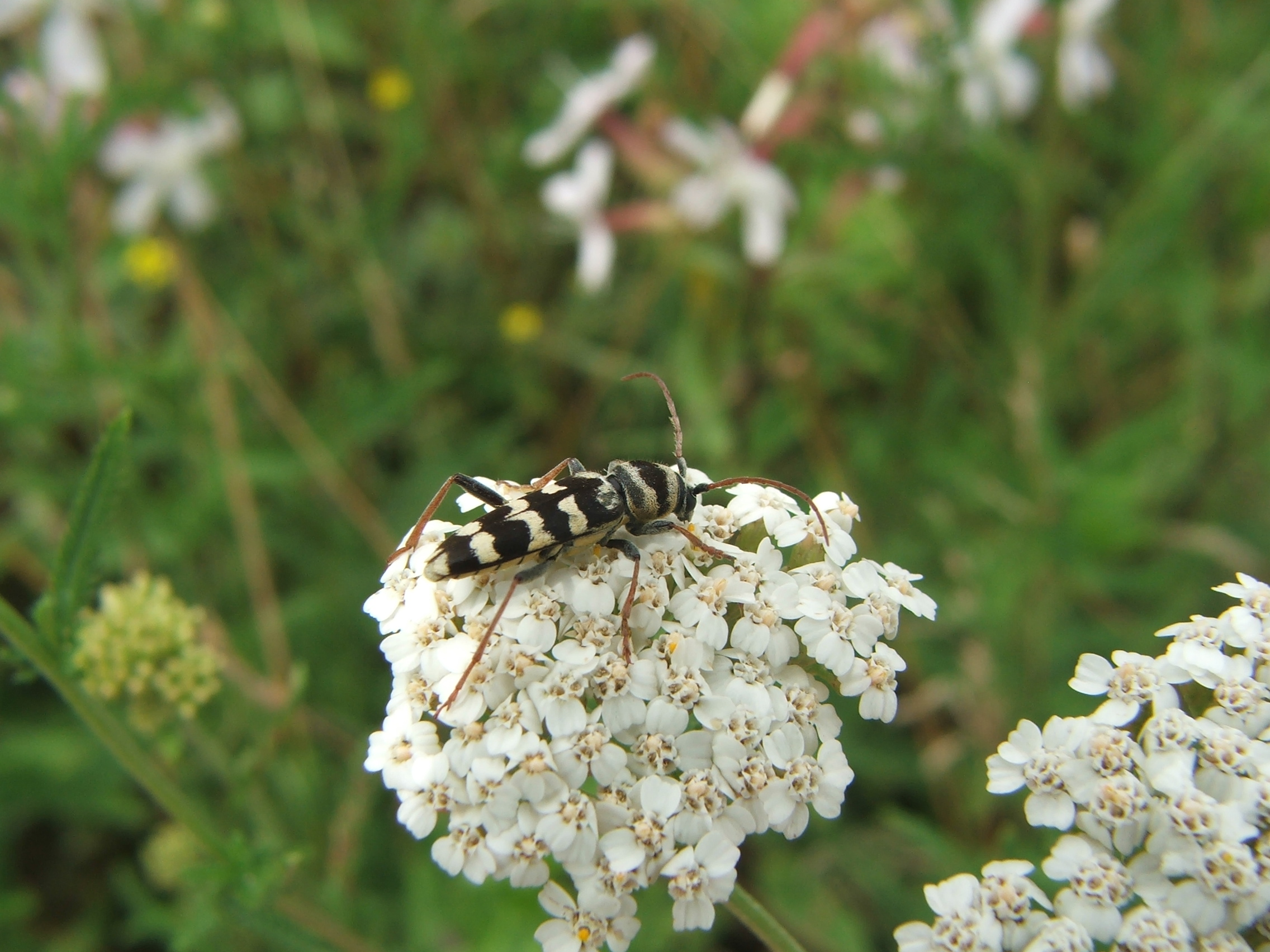